# NGC 6394
NGC 6394 is een balkspiraalstelsel in het sterrenbeeld Draak. Het hemelobject werd op 7 juli 1885 ontdekt door de Amerikaanse astronoom Lewis A. Swift.

## Synoniemen
- UGC 10889
- MCG 10-25-55
- ZWG 300.45
- IRAS 17296+5940
- PGC 60410